# Sucha Góra (Góry Lubowelskie)
Sucha Góra (561 m) – wzniesienie w Górach Lubowelskich, które w polskiej regionalizacji z 2018 r. zaliczane są do Pogórza Popradzkiego. Jest jedynym wzniesieniem Gór Lubowelskich, które w całości znajduje się na terenie Polski. Co prawda przez Eliaszówkę, najwyższe wzniesienie tych gór przebiega granica polsko-słowacka, więc część Eliaszówki należy do Polski. Nie można na nim przeprowadzić żadnej granicy topograficznej, zaliczanie go przez Słowaków do Gór Lubowelskich (a właściwie nazywają je Pogórzem Lubowelskim) wynika tylko z tego, że stosują inny podział regionów geograficznych.
Sucha Góra znajduje się na przeciwległym do Eliaszówki końcu Gór Lubowelskich. Wschodnie i północne jej stoki opadają do Popradu, zachodnie do doliny potoku Podzielne spływającego do Popradu, od północy łączy się z grzbietem Wielkiej Polany (794 m, na niektórych mapach zaznaczonej jako Pamuľka 783 m). Granica polsko-słowacka wyjątkowo nie przebiega tutaj wzdłuż Popradu, lecz po jego zachodniej stronie i północno-wschodni skrawek Gór Lubowelskich został włączony do Polski, a dokładnie do miejscowości Muszyna. Sucha Góra jest porośnięta lasem, ale ma bezleśne obszary zajęte przez należące do Muszyny osiedla Borysów i Wesołówka (ta wcina się dość wysoko w las na jej wschodnich stokach). U jej podnóży nad Popradem znajdują się dwa następne osiedla Muszyny: Folwark i Zapopradzie. Wszystkie te osiedla połączone są z Muszyną mostem nad Popradem, nie mają natomiast drogowego połączenia ze Słowacją.